# HD 83183
h Carinae
Cet article concerne h Carinae (avec un h minuscule). Pour H Carinae (avec un H majuscule), voir HD 83095.
Désignations
h Carinae (h Car), également désignée HD 83183 ou HR 3825, est une étoile de la constellation de la Carène. Elle est visible à l'œil nu avec une magnitude apparente de +4,09. D'après la mesure de sa parallaxe annuelle par le satellite Hipparcos, l'étoile est située à environ ∼ 1 330 a.l. (∼ 408 pc) de la Terre. Elle s'éloigne du Système solaire à une vitesse radiale héliocentrique de +18 km/s.
h Carinae est une étoile géante lumineuse bleu-blanc de type spectral B5 II. Elle est âgée d'environ 25 millions d'années et elle tourne sur elle-même à une vitesse de rotation projetée de 19 km/s. L'étoile est environ neuf fois plus massive que le Soleil et son rayon est 18 fois plus grand que le rayon solaire. Elle est environ 11 600 fois plus lumineuse que le Soleil et sa température de surface est de 14 300 K.